# Дылеевка (Бахмутский район)
Дылеевка (укр. Диліївка) — посёлок в Торецкой городской общине Бахмутского района Донецкой области Украины.

## Население
Население по переписи 2001 года составляло 223 человека. Телефонный код — 6247.

## Известные уроженцы
Николай Иванович Рыжков (28 сентября 1929 — 28 февраля 2024) — советский государственный и партийный деятель, Председатель Совета Министров СССР (1985—1991), депутат Совета Союза Верховного Совета СССР (1974—1989) от Свердловской области.